# Болести срца
Обољења срца и крвних судова доводе до поремећаја нормалног рада организма.
Ова обољења, реметећи правилан рад кардиоваскуларног апарата, могу довести до поремећаја у снабдевању крви свих органа, што изазива појаву одговарајућих симптома и клиничких знакова. Њихова тежина зависи од степена поремећаја крвотока. Узроци обољења могу бити различити - урођени и стечени. Порекло обољења може бити познато или непознато. Срчана обољења се могу јавити у било ком животном добу, од рођења па до касне старости. Срчана обољења ограничавају активност, отежавају и угрожавају живот човека и један су од најчешћих узрока смрти савременог човека. Правовремена дијагноза и правилно примењено савремено лечење смањују проценат инвалидности и смртности срчаних болесника. Из ове групе болести истичу се:
1. Миокардитис
2. Перикардитис
3. Ангина Пекторис
4. Инфаркт Миокарда

## Миокардитис
Миокардитис означава запаљењски процес у срчаном мишићу, који може бити дифузан или фокалан, у виду малих огњишта.

### Етиологија
Најчешће се јавља за време или после многих вирусних, бактеријских, рикецијских, спирохетних, гљивичних и паразитних болести или после узимања неких лекова. Узрочници вирусних миокардитиса су Коксаки вируси, вируси грипа, рубеола, хепатитиса, мононуклеозе и полиомиелитиса.

### Клиничка слика
Варира од асимптоматских облика, који се јављају у случају фокалне, до тешких облика у случају дифузне упале. Болест најчешће почиње као акутно фебрилно стање, с општом слабошћу, боловима у зглобовима, грудима, гушењем и лупањем срца. Код тешких облика због наглог пада ударног волумена долази до појаве цијанозе, екстремитети постају хладни, мишићи млитави, а јавља се и честа склоност ка колапсним стањима, нарочито при паду температуре и промени положаја тела. Пулс ових болесника је слаб, мекан, филиформан, а крвни притисак снижен. Тахикардија је несразмерно већа од повећања температуре. Код мањег броја болесника могу да се јаве и знаци срчане слабости.

### Ток и прогноза
По свом току миокардитис може бити акутан, субакутан и хроничан. У акутном вирусном миокардитису симптоми се обично повлаче за 1-2 месеца, али се могу понављати - рецидивирати.

### Лечење
Болесник са миокардитисом треба да мирује све док се запаљењски процес не стиша. Мировање је важно због штедње миокарда, а доказано је да се вируси брже размножавају приликом телесног напрезања. Често може доћи до наглог леталног исхода, нарочито при већем физичком оптерећењу током реконвалесценције(опоравка).
Исхрана ових болесника треба да буде лагана, храна лако сварљива, подељена у више оброка, уз редукцију соли.
Од медикамената примењује се симптоматска терапија, а у тешким случајевима и кортикостероиди.

## Перикардитис
Перикардитис представља запаљење срчаних овојница.

### Етиологија
Према етиологији болест се може класификовати на:
1. инфективни перикардитис, који најчешће узрокују бацил туберкулозе, бактерије (стафилококе, пнеумококе, стрептококе, грам-негативне клице) и вируси (Коксаки, вируси грипа, мононуклеозе, варичеле и паротитиса);
2. перикардитис у току реуматске грознице;
3. идиопатски перикардитис (непознате етиологије);
4. перикардитис у току акутног инфаркта миокарда;
5. уремијски перикардитис;
6. неоплазмични перикардитис (метастазе карцинома дојке, плућа, лимфоми, леукемије);
7. трауматски перикардитис (тупа повреда грудног коша или повреда у току катетеризације срца);
8. перикардитис у болестима везивног ткива (системски лупус, реуматоидни артритис).

Према клиничком току може бити акутан и хроничан.

## Акутни перикардитис

### Клиничка слика
Акутни перикардитис обично почиње неспецифичним симптомима, као што је скок температуре, праћен језом и грозницом, уз презнојавање и изражену малаксалост. Затим се јављају карактеристични болови иза грудне кости, који се појачавају при дубоком дисању, кашљу и лежању на леђима, а смањују се у седећем положају. Уз болове се јавља отежано дисање, ортопнеја, сув надражајни кашаљ, а ређе и сметње у гутању (дисфагија) и промуклост.

### Компликације
Тампонада срца представља најтежу компликацију. Ови болесници су бледи, ознојени, диспноични, тахипноични, филиформног, једва опипљивог пулса, са набреклим венама на врату, а жале се на раздирући бол иза грудне кости. Срчана фреквенција је убрзана.

### Дијагноза
За постављање дијагнозе користе се рендгенски преглед(срце има изглед боце), ехокардиографски преглед, као и мерење венског притиска и електрокардиограм.

### Лечење
Болесник треба да мирује све док температура не спадне и бол потпуно не престане. У зависности од етиологије примењују се специфични лекови (антибиотици, антитуберкулотици, антимикотици) и кортикостероиди у малим дозама. У случају тампонаде срца треба урадити хитну перикардну пункцију.

## Хронични перикардитис
Хронични перикардитис обично се наставља на акутни, а карактерише га задебљање перикарда. Најчешће настаје као последица акутног идиопатског перикардитиса, затим неоплазијског, туберкулозног и перикардитиса после радијације.

### Клиничка слика
Најважнији клинички симптоми су велико замарање, диспнеја при напору, оток трбуха и благ оток око стопала. Лечење се спроводи хируршки, ресекцијом перикарда.

## Ангина пекторис
Ангина пекторис је клинички синдром у коме доминира повремени бол у грудима, као последица трајне или пролазне исхемије(смањене прокрвљености) срчаног мишића. Због несразмере у снабдевању миокарда оксигенисаног крвљу (крв богата кисеоником), срчани мишић у целини (или његов део), постаје исхемичан, што има за последицу нагомилавање неоксигенисаних метаболичних продуката. Они изазивају надражај нервних завршетака у срчаном мишићу, стварајући осећај бола.
Болови се јављају претежно за време напрезања и нестају убрзо после престанка напора или после узимања таблета нитроглицерина. Ангинозни бол има свој квалитет(у виду стезања у прсима, притиска у грудима, печења, жарења, раздирања, утрнулости или осећаја недостатка ваздуха), локализацију (у средогруђу, иза грудне кости, са леве стране грудног коша, лево раме, међуплећке), правац ширења(ка левом рамену и подлактици, ка доњој вилици, између плећки) и трајање (од 2-5 минута).
У клиничкој пракси ангина пекторис дели се на:
1. стабилну ангину пекторис, коју карактеришу пролазне епизоде бола у грудима изазване тачно одређеним (дозираним) физичким напором или неким другим узроком. Бол обично ишчезава брзо, са престанком напора или после узете таблете нитроглицерина (под језик);
2. нестабилну ангину пекторис, коју одликује бол после напора, који до тада није био примећен.

### Дијагноза
Ангину пекторис одликују електрографске промене у већини случајева. Ненормалне електричне активности ћелија срчаног мишића (EKG променама).

### Лечење
Код већине болесника који пате од ангине пекторис постоји потреба за специфичном терапијом(нитратни препарати, антагонисти калцијума, бета-блокатори, седативи). Међутим, забрана пушења, ограничење интензивнијег физичког напрезања и придржавање одговарајућег хигијенско-дијететског режима важни су предуслови у лечењу оболелих и превенцији.

## Инфаркт миокарда
Инфаркт миокарда је исхемичка некроза мишићног ткива срца узрокована наглим и дужим прекидом коронарне циркулације, то јест локалне циркулације срца. најчешћи узроци су тромб и емболија.

### Клиничка слика
Бол у средогруђу је најизразитији симптом. У акутном инфаркту ангинозни бол је продужен и траје сатима. Описује се као жарење, печење, чупање у грудима, стезање или паљење у целом грудном кошу. Бол је смештен иза грудне кости, ређе са леве стране грудног коша, напред или испод грудне кости, а шири се зракасто или само ка левом рамену, ретко ка врату и доњој вилици и не престаје ни на поновно узимање таблете нитроглицерина. Болесник је видно узнемирен, постоји страх од смрти, убрзано дише и неретко је орошен хладним знојем.

### Дијагноза
Дијагноза се поставља на основу електрокардиографске, векторкардиографске, ехокардиографске и лабораторијске потврда, као и помоћу ултразвука.

### Компликације
Компликације су бројне, посебно у прве три недеље. Најчешћи су поремећаји срчаног ритма, као и сметње у спровођењу импулса из синусног чвора. Срчана инсуфицијенција се јавља код скоро половине оболелих. Ређе компликације су кардиогени шок, руптура (прскање) миокарда, паријетални тромб, перикардитис, тромбоемболија, после-инфективна анеуризма и реинфаркт.

### Лечење
1. Медикаментно лечење са рехабилитацијом,
2. хируршко лечење-реваскуларизација оштећених артерија и
3. комбинација хируршког и медикаментног лечења.

Медикаментна терапија - од лекова су најважнији аналгетици (лекови за уклањање болова). Користе се и:
1. нитрати и нитрити (изосорбид динитрат, изосорбид мононитрат);
2. антагонисти калцијума (верапамил, дилтиазем, нифедипин и др);
3. бета-блокатори (пропанолол, карведилол, атенолол, метопролол).

## Превенција болести срца
У циљу превенције ових болести препоручује се обављање кардиолошког прегледа једанпут годишње. Од великог значаја представља здрава исхрана и физичка активност појединца. Већина људи чека појаву симптома да би се јавила лекару али код неких болести се они не појављују. Уколико се појави бол, непријатно стезање иза грудне кости, које се шири на леву руку и лево раме, некада и на вилицу, неопходно је одмах ставити нитроглицерин испод јеѕика и одмах посетити кардиолога. Ако бол траје дуже од 30 минута може доћи до трајних последица на кардиолошки систем а тако и до инвалидитета у високопродуктивној фаѕи живота. Тест оптерећења или ергометрија је веома битна за особе које имају симптоме који указују на проблем са кардиоваскуларним системом. То је незаобилазни тест за будуће спортисте као и ѕа њуди који планирају рекреативно да се баве спортом. Тест се обавља на покретној траци или бицикли.